# Houston Community College

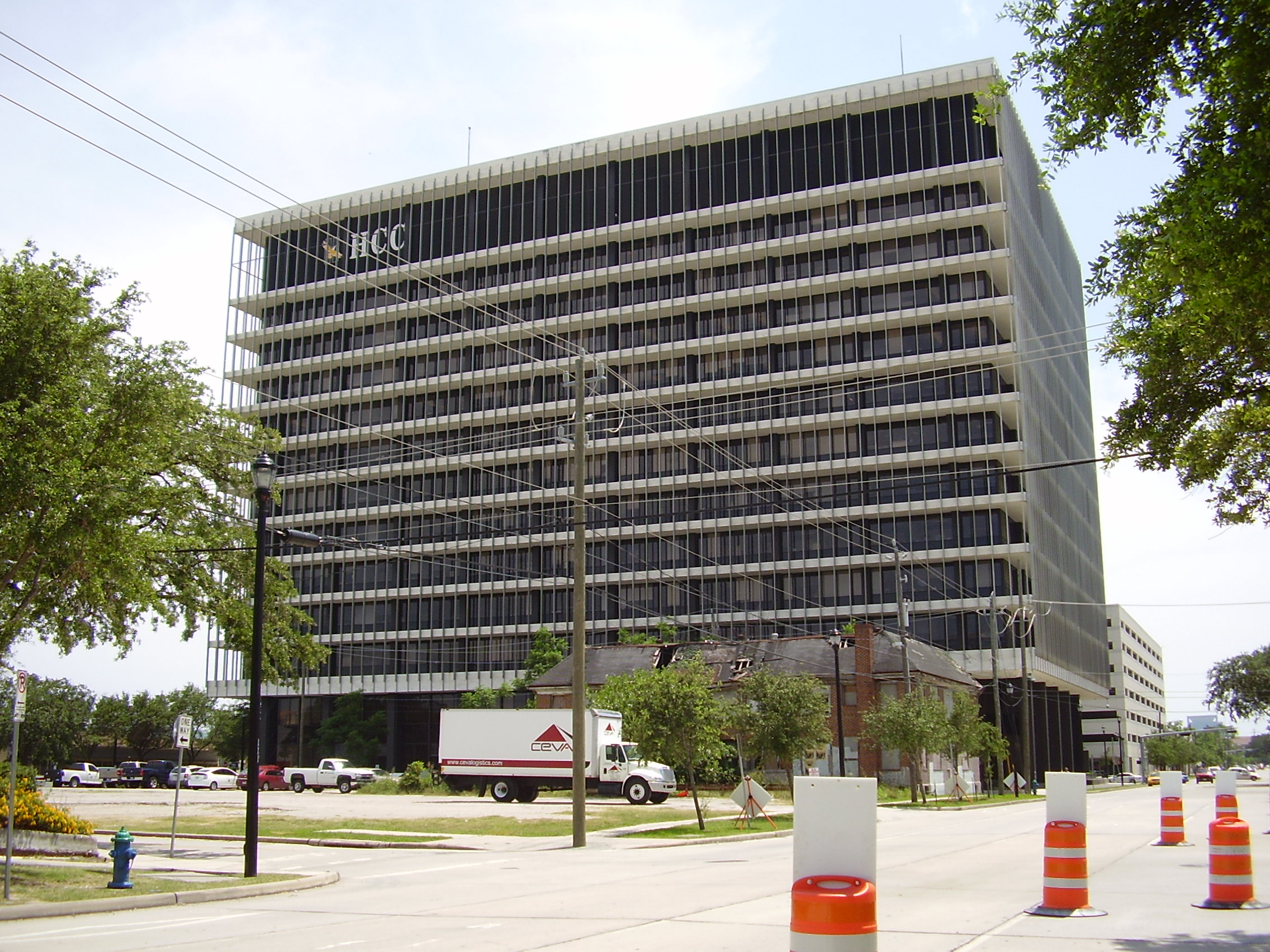
La sede del Houston Community College en Midtown, Houston.

Houston Community College (Colegio Comunitario de Houston en español) o HCC tiene instalaciones en las ciudades de Houston, Missouri City, y Stafford, Texas. Este colegio comunitario es el tercero colegio comunitario más grande en los Estados Unidos. Tiene su sede en Houston.

## Ciudades de HCC
- Bunker Hill Village
- Hedwig Village
- Hilshire Village
- Houston
- Hunters Creek Village
- Jacinto City
- Katy
- Missouri City
- Piney Point Village
- Spring Valley Village
- Stafford

## Lista de escuelas
- Alief Center

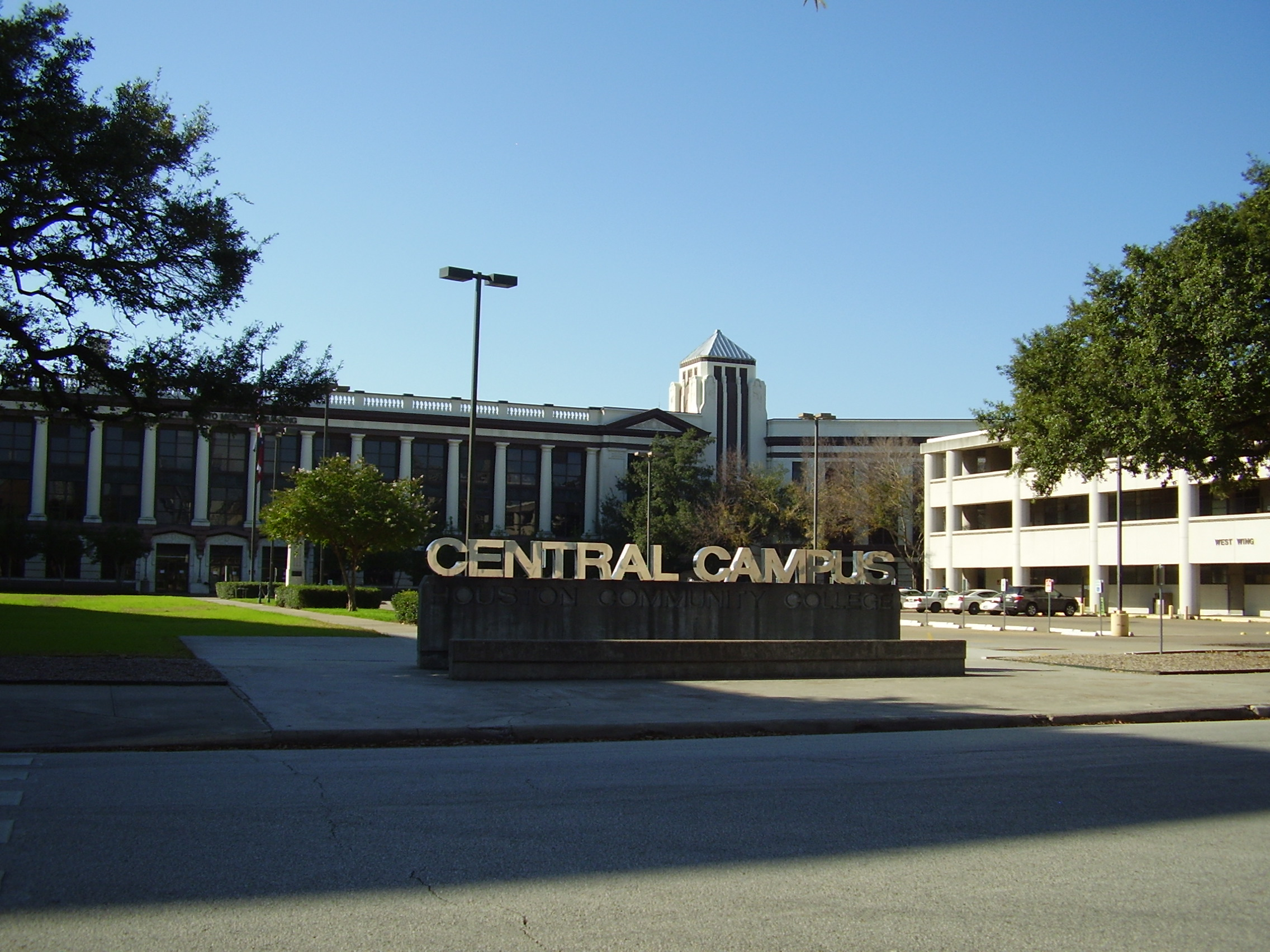
Central Campus en Midtown Houston

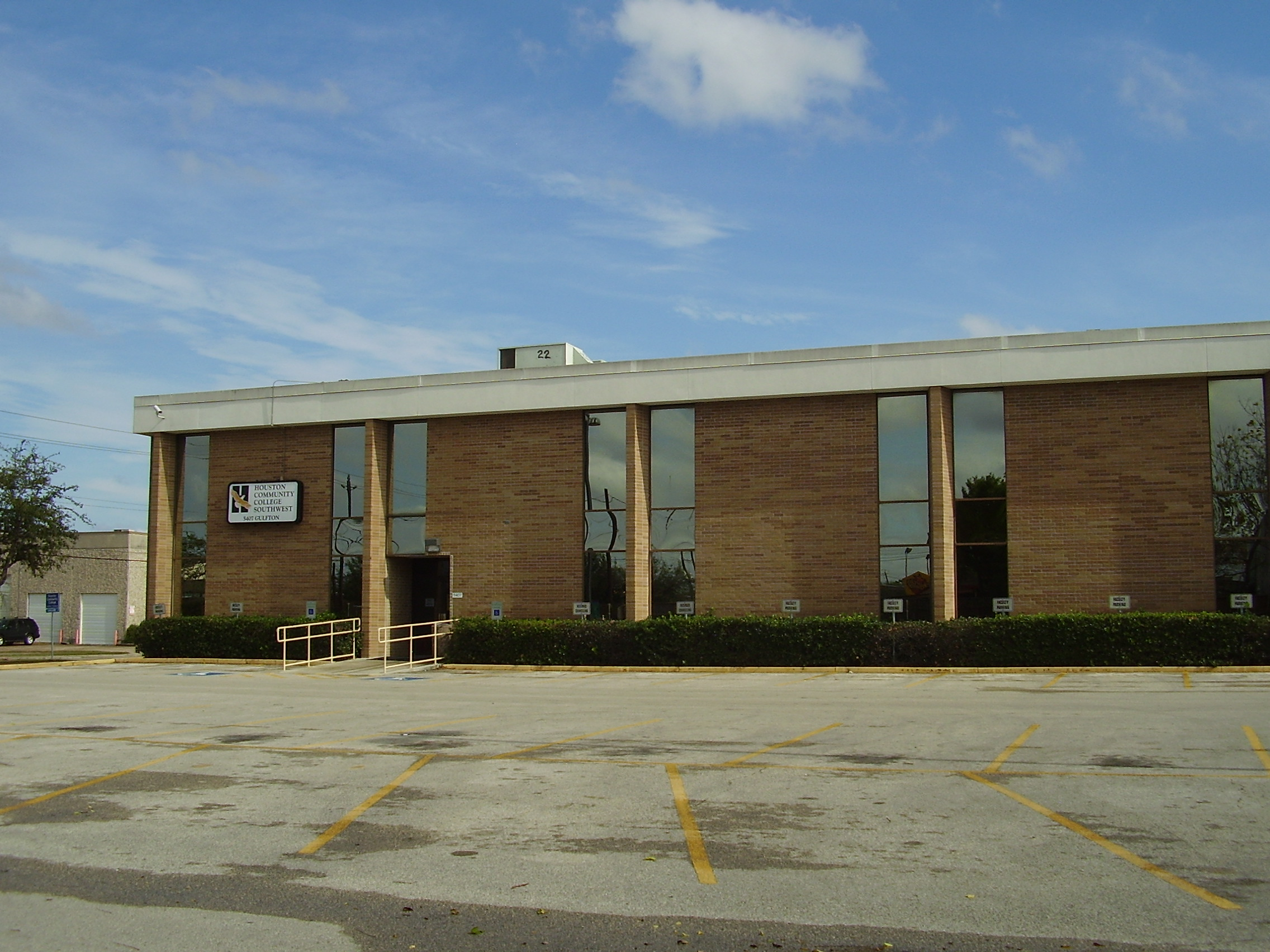
HCC Gulfton

- Automotive Training and Northline Centers
- Central College
- Cinco Ranch Center
- Eastside Campus
- Gulfton Center
- Health Science Center
- Hobby Airport Center/Westwood College of Aviation
- Katy Mills Center
- Missouri City Center
- Northeast Campus
- Palm Center
- Pinemont Center
- Power Center
- Stafford Campus
- Town & Country Square Campus
- Westloop Campus
- Westgate Campus